# Fig Leaves
Fig Leaves is een Amerikaanse filmkomedie uit 1926 onder regie van Howard Hawks.

## Verhaal
Terwijl de New Yorkse loodgieter Adam Smith moeite heeft om de eindjes aan elkaar te knopen, zeurt zijn vrouw Eva aldoor dat ze nooit eens nieuwe kleren kan kopen. Eva's beste vriendin Alice Atkins raadt haar aan als model te gaan werken in een deftige kledingzaak op 5th Avenue. Wanneer Adam zijn vrouw in haar ondergoed in de etalage ziet staan, wil hij haar nooit meer zien.

## Rolverdeling
| Acteur          | Personage           |
| --------------- | ------------------- |
| George O'Brien  | Adam Smith          |
| Olive Borden    | Eve Smith           |
| Phyllis Haver   | Alice Atkins        |
| George Beranger | Josef André         |
| William Austin  | Assistent van André |
| Heinie Conklin  | Eddie McSwiggen     |
| Eulalie Jensen  | Madame Griswald     |